# Теју (Хунедоара)
Теју (рум. Teiu) насеље је у Румунији у округу Хунедоара у општини Лапуђу Де Жос. Oпштина се налази на надморској висини од 209 m.

## Становништво
Према подацима из 2002. године у насељу је живело 227 становника, од којих су сви румунске националности.